# 丸山站 (埼玉縣)
丸山站（日语：／ Maruyama eki */?）是一個位於埼玉縣北足立郡伊奈町，屬於埼玉新都市交通伊奈線（New Shuttle）的鐵路車站。以此站為界，大宮側是複線，內宿側是單線。
此站的南側有上越新幹線與東北新幹線的分岔點。

## 車站構造
2面3線的高架站。部份列車以本站為終點。

### 月台配置
| 月台 | 路線                   | 目的地               |
| ---- | ---------------------- | -------------------- |
| 1    | ■伊奈線（New Shuttle） | 內宿方向             |
| 2    | ■伊奈線（New Shuttle） | 大宮方向（此站始發） |
| 3    | ■伊奈線（New Shuttle） | 大宮方向             |

## 車站周邊
- 埼玉新都市交通本社、車輛基地
- 埼玉縣立癌中心
- 埼玉縣立高等看護學院
- 榮北高等學校
- 伊奈氏屋敷跡
- 伊奈町立南中學校
- 埼玉工業専門學校
- 日本美術専門學校

## 历史
- 1983年（昭和58年）12月22日 開業。

## 相鄰車站
埼玉新都市交通
■伊奈線
沼南（NS08）－丸山（NS09）－志久（NS10）

## 外部連結
- 丸山站（页面存档备份，存于）（路線圖、車站資訊） - 埼玉新都市交通